# Desboulmiers
Jean-Auguste Jullien, dit Desboulmiers, né en 1731 à Paris où il est mort en 1771, est un homme de lettres, historien du théâtre et auteur dramatique français.

## Biographie
Après avoir été capitaine de cavalerie, il chercha une position en Allemagne, mais ne put en trouver, et revint se fixer à Paris, où il publia coup sur coup de nombreux ouvrages. Ce sont pour la plupart des romans ou des recueils d'historiettes légères, tel que Honny soit qui mal y pense, où le lecteur est invité à partager la compagnie de « ces femmes charmantes que leur penchant a dévouées au service de leur patrie sous les étendards de la volupté ». Outre quelques comédies, dont le succès fut mince, il est également l'auteur de deux ouvrages historiques, l'un consacré au théâtre italien de Paris, l'autre au théâtre de l'Opéra-Comique, lesquels lui valent encore aujourd'hui d'être cité par les l'historiens du théâtre français du XVIIIe siècle. 
Desboulmiers, qui s'intéressait aussi aux beaux-arts, possédait un cabinet de dessins et de tableaux. Il dut toutefois s'en séparer peu avant de mourir, à l'âge d'à peine 40 ans, après avoir imprudemment différé une saignée qui, selon les médecins du temps, eût pu le sauver. 
À propos de son recueil De tout un peu, Bachaumont, qui ne voyait  rien de neuf dans ses contes, écrivait : « Ce sont de ces historiettes répétées mille fois dans les soupers provinciaux. Au reste, on y trouve contes, couplets, épigrammes, fables, impromptus, songes, épîtres, envois, et jusqu'à un alphabet philosophique. » Desboulmiers était cependant le premier à plaisanter de sa manière d'écrire, toujours désinvolte et légère, comme dans cette ariette qui sert d'ouverture à l'une de ses comédies :
Point de souci, point de tristesse,
Point de langueur, point de tendresse :
L'amour ne fait le plus souvent
Qu'engendrer l'humeur sombre et noire,
Et si parfois le cœur se rend
Aux charmes d'une aimable enfant,
C'est lorsqu'elle nous verse à boire.
Si le tendron fait le mutin,
Ma douleur est bientôt calmée,
Je prends ma pipe, et mon chagrin
Bientôt se dissipe en fumée.

## Œuvres
- Les Soirées du Palais-Royal, ou les Veillées d'une jolie femme, contenant quatre Lettres à une amie, avec la conversation des chaises du Palais-Royal, 1761
- Honny soit qui mal y pense, ou Histoires des filles célèbres du XVIIIe siècle, 1761 Texte en ligne
- Rose, ou les Effets de la haine, de l'amour et de l'amitié, 1765. Réédité sous le titre L'Éducation de l'amour, 1770.
- Mémoires du marquis de Solanges, 2 vol., 1766-1767 Tome 2 en ligne
- Pensées philosophiques, morales, critiques, littéraires et politiques de M. Hume, 1767
- L'Esprit et la chose, 1767. Attribué aussi à Jean-Henri Marchand.
- De tout un peu, ou les Amusements de la campagne, 1768
- Histoire anecdotique et raisonnée du Théâtre-Italien, depuis son rétablissement en France, jusqu'à l'année 1769, contenant les analyses des principales pièces et un catalogue de toutes celles tant italiennes que françaises données sur ce théâtre, avec les anecdotes les plus curieuses et les notices les plus intéressantes de la vie et des talents des auteurs, 6 vol., 1768. Réédition : Genève, Slatkine, 1968.
- Histoire du théâtre de l'Opéra-Comique, 2 vol., 1769 Tome 2 en ligne
- Le Bon fils, ou les Mémoires du comte de Samarandes, 2 vol., 1769
- Trapue, reine des Topinamboux, ou la Maîtresse femme, 1771 Texte en ligne

Théâtre
- Le Bon Seigneur, opéra-comique en un acte et en prose, musique de Robert Desbrosses, Paris, Hôtel de Bourgogne, 19 février 1763
- Toinon et Toinette, comédie en 2 actes en prose, mêlée d'ariettes, musique de François-Joseph Gossec, théâtre italien de Paris, 20 juin 1767 Texte en ligne
- Jemonville, ou les Époux malheureux, drame en 3 actes et en vers, théâtre de Valenciennes, 10 février 1777
- À la nuit close, vaudeville en 2 actes, avec Marquet, Paris, théâtre des Délassements-Comiques, 22 septembre 1855